# Poikilospermum peltatum
Poikilospermum peltatum är en nässelväxtart som först beskrevs av H. Winkl., och fick sitt nu gällande namn av Elmer Drew Merrill. Poikilospermum peltatum ingår i släktet Poikilospermum och familjen nässelväxter. Inga underarter finns listade i Catalogue of Life.